# Palazzo Duodo a Sant’Angelo

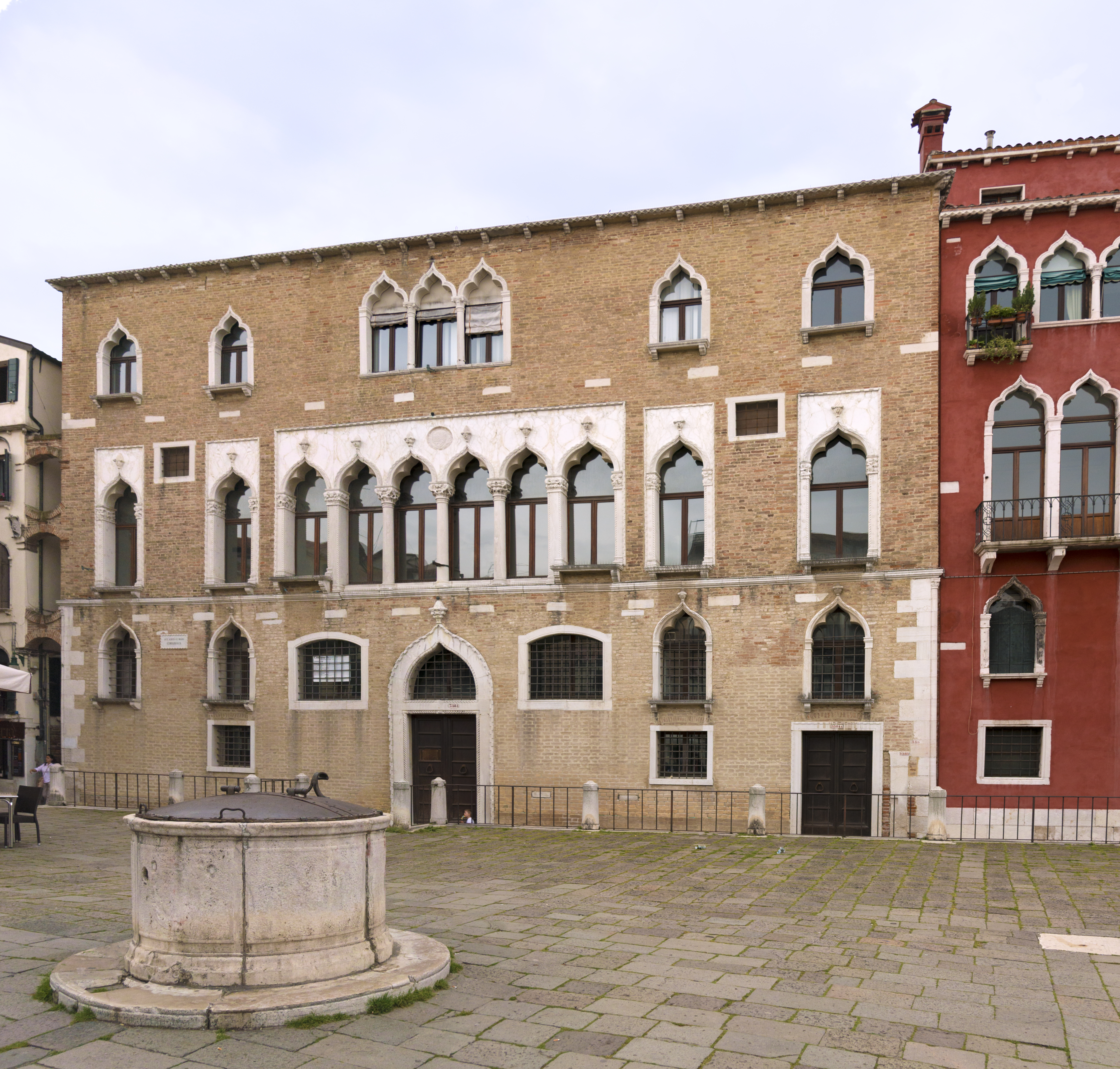
Palazzo Duodo a Sant'Angelo in Venetië

Het Palazzo Duodo a Sant’Angelo (15e eeuw) was een van de paleizen van de familie Duodo en is gelegen in Venetië, Noord-Italië. Het stadspaleis staat aan het plein Campo Sant’Angelo, in de wijk San Marco.

## Historiek
De familie Duodo was een van de patriciërsfamilies in de stad. De stijl van hun paleis is gotisch, met een galerij op de eerste verdieping. Het gebouw telt drie verdiepingen, met een tussenverdieping tussen het gelijkvloers en de eerste verdieping. De familie verbleef in het Palazzo Duodo van de 15e tot de 18e eeuw. Vele jaren stond het paleis naast een kerk, de Chiesa di San Michele Arcangelo (kerk van aartsengel Michaël). Deze kerk werd in de 19e eeuw afgebroken. In een schilderij van Canaletto (18e eeuw) staan zowel het Palazzo Duodo a Sant’Angelo als de kerk nog naast elkaar afgebeeld.
Eind 18e eeuw verliet de familie Duodo haar paleis. Het gebouw werd een hotel. In dit hotel stierf een bekende gast op 11 januari 1801: het was Domenico Cimarosa, een componist uit het koninkrijk Napels. Hij was op doorreis naar het Russische keizerrijk.
In de 20e eeuw was het gebouw eigendom van het ministerie van Werk en, vanaf 1986 van de staatsmaatschappij Eni.
Sinds het begin van de 21e eeuw wordt het gebouw zowel gebruikt als kantoorruimte als Bed&Breakfast.

## Fotogalerij

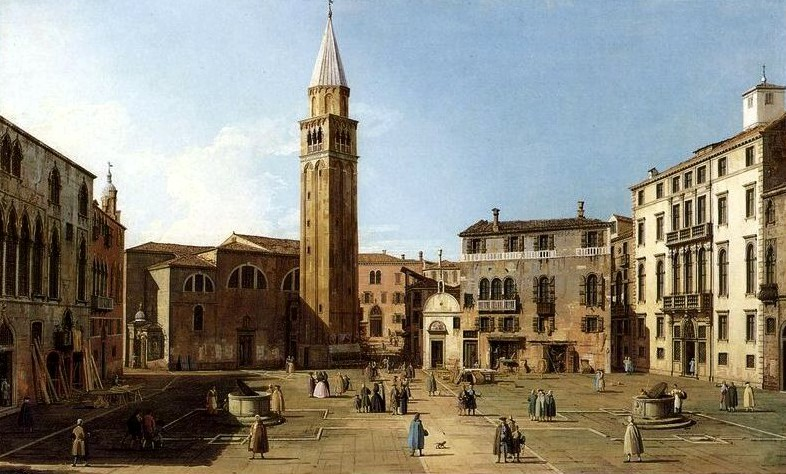
Schilderij van Canaletto: paleis links en kerk van de aartsengel Michaël in het midden
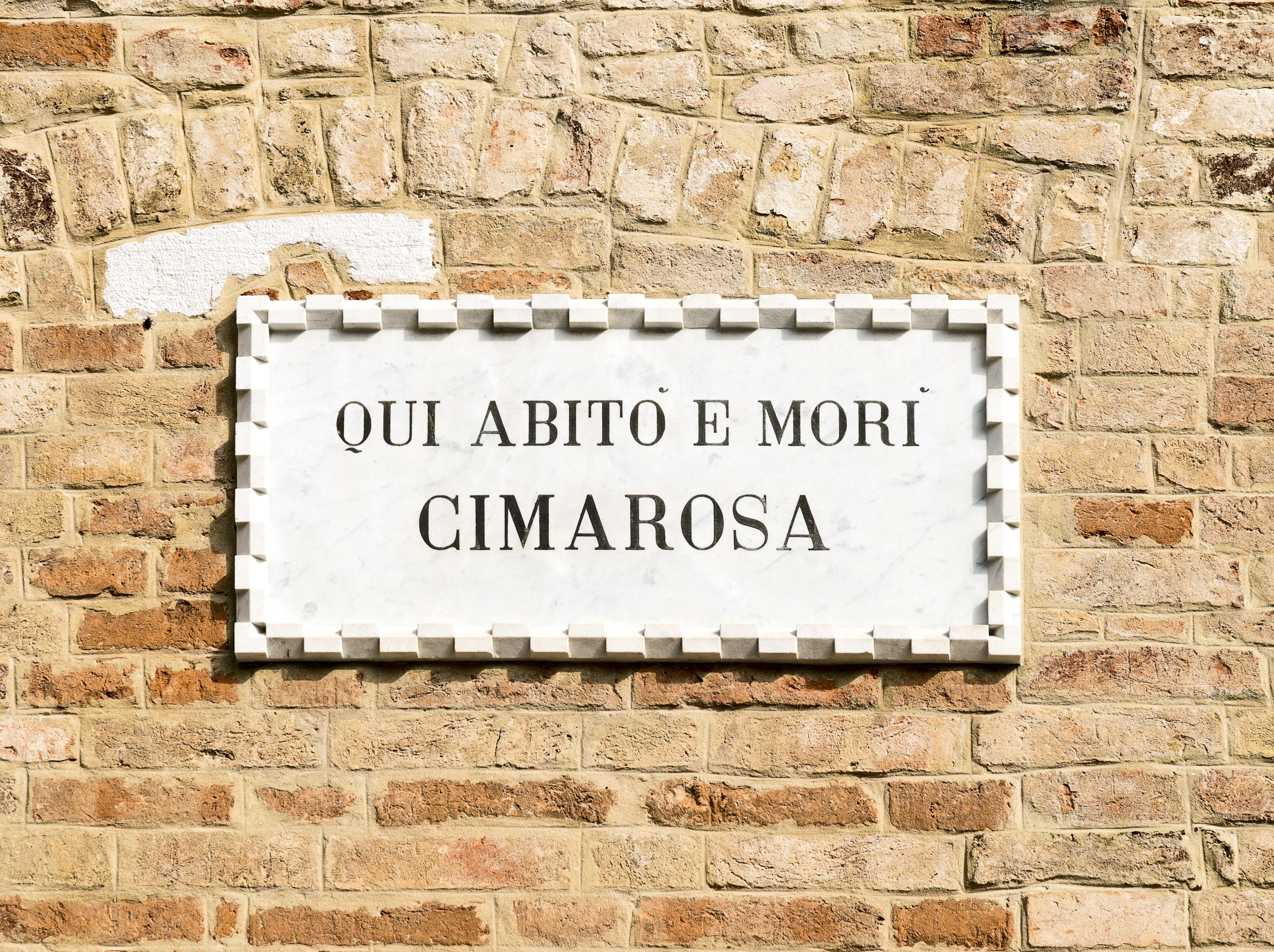
Bord dat aan de dood van musicus Cimarosa herinnert